# Calypso (RFID)
La tecnologia Calypso definisce uno standard internazionale per i sistemi di bigliettazione elettronica facenti uso di smart card contactless. Fu in origine sviluppata dagli operatori di trasporto di Parigi (RATP), Bruxelles, Costanza, Lisbona e Venezia. Gli scopi sono quelli di definire uno standard di riferimento per le carte e consentire l'interoperabilità dei diversi servizi di trasporto in una medesima area territoriale.
In particolare, gli scopi della tecnologia Calypso sono:
- semplificazione della gestione della bigliettazione;
- smaterializzazione dei supporti cartacei;
- semplicità d'uso per il cliente;
- diversificazione della rete di vendita (ricarica via web, con cellulari, ecc.);
- combattere contraffazione e frode;
- nuove funzionalità (es. pagamento della sosta, ecc.)

Qualunque sia la sua forma (carta, orologio, telefono cellulare...), una carta Calypso ha un chip che contiene tutte le informazioni relative all'applicazione per la quale è programmata. Ha inoltre un'antenna con cui comunica con il terminale.

## Informazioni tecniche
Calypso è basata su due tecnologie principali:
- La smart card a microprocessore, largamente usata in varie applicazioni con transazioni monetarie;
- l'interfaccia contactless per i dati e la potenza remota RFID.

La tecnologia Calypso segue standard internazionali di settore, concorrendo peraltro alla definizione di nuove parti degli stessi:
- ISO 7816 parti da 1 a 4. È lo standard per le applicazioni smart card, e Calypso vi ha contribuito relativamente all'applicazione alla bigliettazione con carte contactless;
- ISO 14443 parte B. È lo standard per l'interfaccia contactless;
- ENV 1545. È lo standard per la struttura dei dati.

La tecnologia Calypso presenta una certa complessità ed un costo relativamente elevato per carte e validatori, a causa della licenza che deve essere pagata dai costruttori (che viene poi riversata, attraverso gli operatori del trasporto pubblico locale, sull'utente finale).

## Operazioni
La trasmissione radio dei dati di bigliettazione ai validatori consente di risparmiare tempo e di facilitare l'uso del sistema di trasporto da parte degli utenti (l'ingresso ai tornelli, ad esempio, è quattro volte più rapido rispetto ai biglietti magnetici).
Per effettuare la validazione è necessario avvicinare la carta al validatore. L'antenna del terminale riesce a validare la carta anche se essa è chiusa in un portafoglio o messa in tasca (anche se potrebbe andare incontro a danneggiamento).
I controllori possono essere dotati di apparecchi portatili in grado di leggere o scrivere sulla carta, sempre attraverso l'interfaccia a contatti.
La carta può essere ricaricata più volte, anche con diversi contratti di trasporto.

## Storia
Calypso nacque nel 1993, tramite una partnership tra l'operatore RATP di Parigi ed una società fondata da Roland Moreno (inventore della smart card). La creazione di questa tecnologia intendeva permettere l'aumento dell'interoperabilità tecnica e finanziare lo sviluppo verso strumenti con licenza aperta. Lo standard internazionale ISO 14443-B e lo standard europeo EN 1545 furono un risultato diretto di questo lavoro.
Il primo utilizzo avvenne in Europa nel 1996. Successivamente, è stato adottato da Lisbona, Venezia e molte altre città, e si è poi esteso in altri Paesi.

## LaCalypso Networks Association
L'organizzazione no-profit Calypso Networks Association (CNA), è stata fondata dagli operatori e dai fornitori dei componenti delle carte Calypso. Gli scopi dell'associazione sono:
- stabilire relazioni a lungo termine con tutti i partner che usano lo standard Calypso.
- Definire e dirigere le specifiche di riferimento.
- Implementare una politica di certificazione, per garantire la compatibilità di tutti i prodotti, presenti e futuri.
- Definire uno standard Calypso certificato da una organizzazione indipendente.
- Promuovere Calypso per operatori e costruttori per favorire la sua diffusione.
- Contribuire al processo di standardizzazione internazionale.
- Facilitare ed armonizzare la condivisione di esperienze e necessità dei membri.
- Incoraggiare tutte le azioni di mutua assistenza nell'implementazione dei sistemi di bigliettazione elettronica Calypso.